# Félix Vionnois
Félix Vionnois, né le 21 janvier 1841 à Dijon et mort le 30 avril 1902 à Paris, est un architecte français de la deuxième moitié du XIXe siècle qui a bâti essentiellement à Dijon.

## Biographie
Félix Vionnois est le fils du notaire Charles Joseph Vionnois et de Claudine Julie Belime. Il entre à l’école nationale supérieure des beaux-arts de Paris en 1857 et sera élève d'Hippolyte Le Bas et Léon Ginain.
Il se marie avec Anne Marie Marguerite Durandeau, fille de notaire dijonnais le 6 décembre 1875 à Dijon et est alors architecte du département de la Côte-d'Or, fonction qu'il occupera entre 1872 et 1882. Lors de la naissance de leurs deux enfants à Dijon, ils sont domiciliés au no 20 de la rue Charrue dans la même ville. Leurs fils Felix Camille Vionnois est né le 29 août 1875, il est un avocat dijonnais lors de son mariage à Chenôve le 5 janvier 1914 avec Gabrielle Marie Henriette Suisse, fille de Charles Suisse et petite-fille de Jean-Philippe Suisse. Leur fille Germaine Marie Vionnois est née le 18 juin 1879 et se marie le 28 mars 1903 au 10e arrondissement de Paris avec l'industriel René Eugène Henri Pigeon.
Il meurt en son domicile au no 98 Faubourg Poissonnière dans le 10e arrondissement de Paris et est inhumé au cimetière du Montparnasse.

## Œuvres

### Beaune
- L'école communale de garçons, située boulevard Maréchal-Foch, en 1882[11].
- Le monument commémoratif de la "Belle Défense" fin octobre 1636, situé place de la Délibération, en 1891[12].

### Dijon
- Restauration du Palais de justice[13],[14] et agrandissement avec le tribunal de Commerce et la prison préventive (devenue tribunal Civil[5]) entre 1877 et 1881[15]
- L'école normale d'institutrices, située aux no 1 de la rue Joseph-Tissot, no 72 rue Devosge et au no 74 rue Pierre-Prudhon, en 1880 [16].
- L'école normale d'instituteurs, située au no 51 de la rue Charles Dumont, en 1884 [17].
- La statue de la Résistance, située place du 30 octobre et de la Légion d'Honneur, en 1875[18].
- Le jardin Darcy de style néo-Renaissance, en 1880[19],[20].
- Le piédestal du monument dédié à Jean-Philippe Rameau, en pierre de Brochon de 4 m de haut, en 1880 et en collaboration avec l'architecte Louis Belin[21].
- Le monument Sadi Carnot, situé place de la République, inauguré en 1899[22].
- Le monument aux morts de 1870-1871 situé au cimetière des Péjoces, inauguré le 22 juin 1905[23] d'après les plans de Felix Vionnois[24].

### Paris

#### La Galerie des Champs-Élysées
L'ancienne galerie était positionnée entre le no 72 avenue des Champs-Élysées et au no 55 rue de Ponthieu en 1895.
L'entrée monumentale était située sur la façade principale de la rue de Ponthieu et un vaste escalier conduisait à un vestibule donnant accès à la grande salle des fêtes. Le bâtiment comprenait aux étages des salles de banquet, de bal, un jardin d'hiver, un fumoir et une salle de billard. L'arrière de la galerie offrait un dégagement côté avenue. En 1912, Georges Vuitton directeur de la maison Vuitton, achète le terrain et y fait construire un immeuble Art nouveau de sept étages par les architectes Louis Bigaux et Koller. Inauguré en mai 1914, il est baptisé "Vuitton Building". Si le lieu n'existe plus aujourd'hui, il est toujours possible de voir le bâtiment d'origine rue de Ponthieu avec la signature de l'architecte en façade.

### Saint-Jean-de-Losne
- Le monument dit de la Délibération de 1636, situé place Délibération en 1891[12].

## Galerie

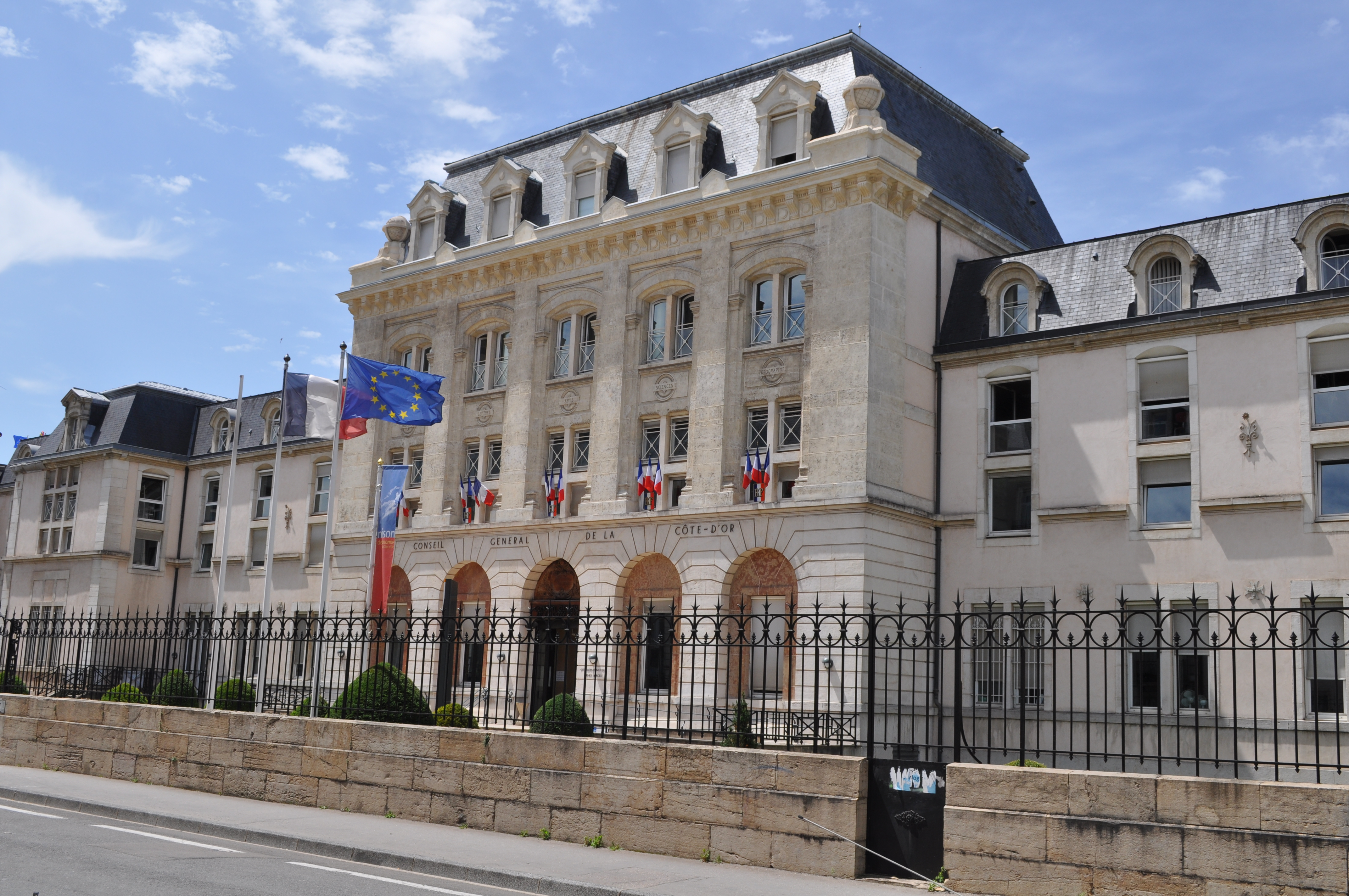
L'école normale d'institutrices.
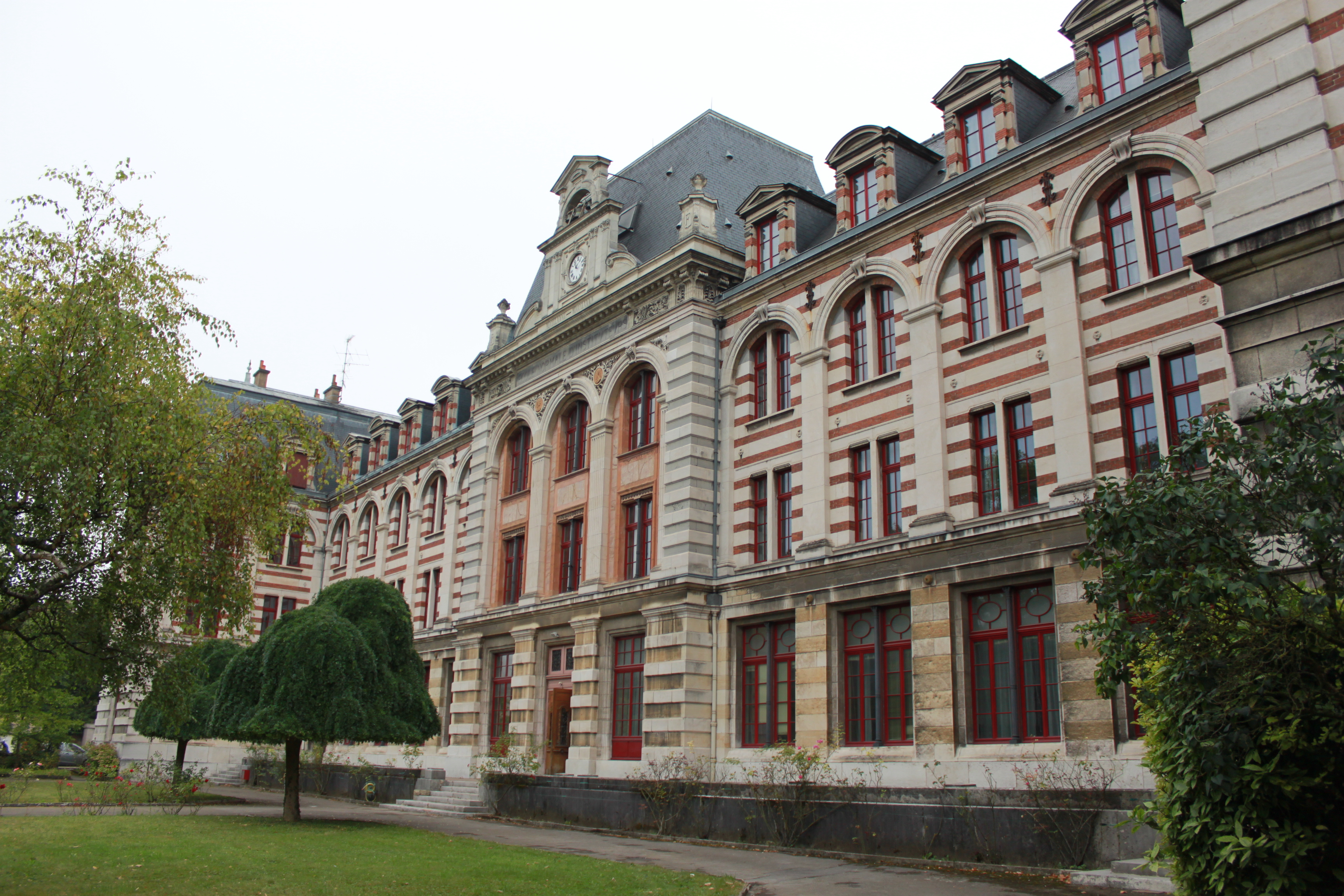
L'école normale d'instituteurs.
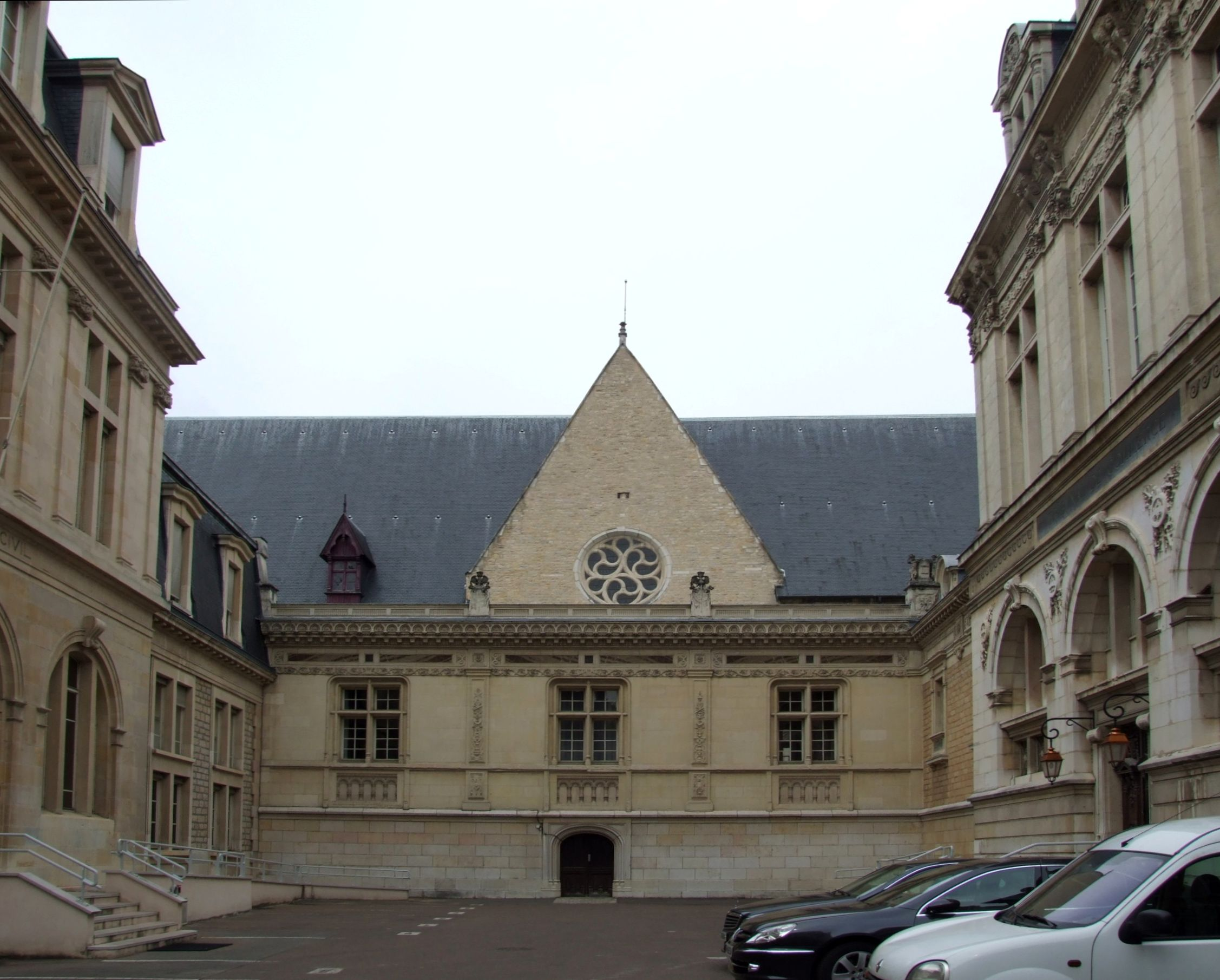
Tribunal de Commerce à droite.
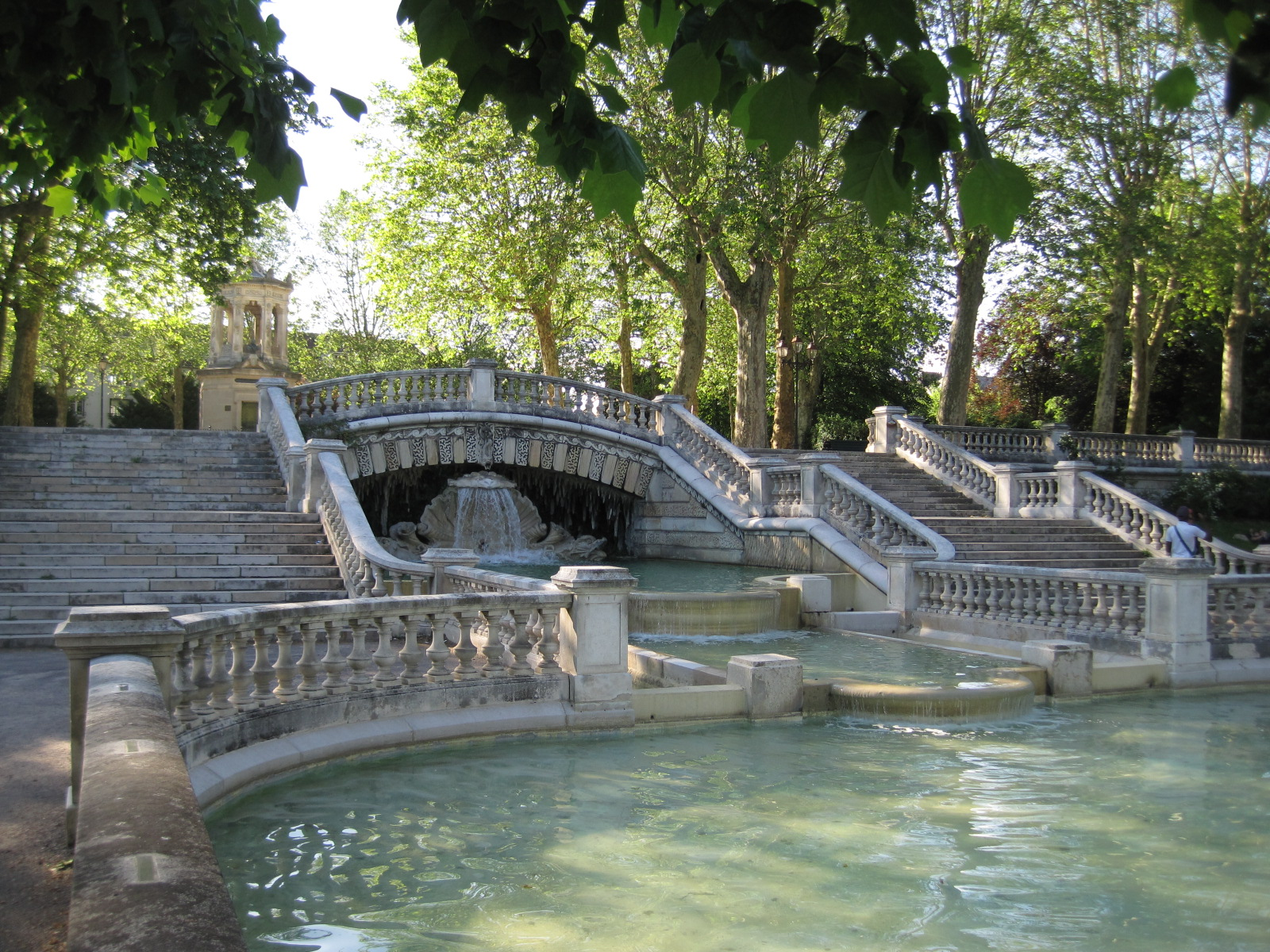
Le jardin Darcy.
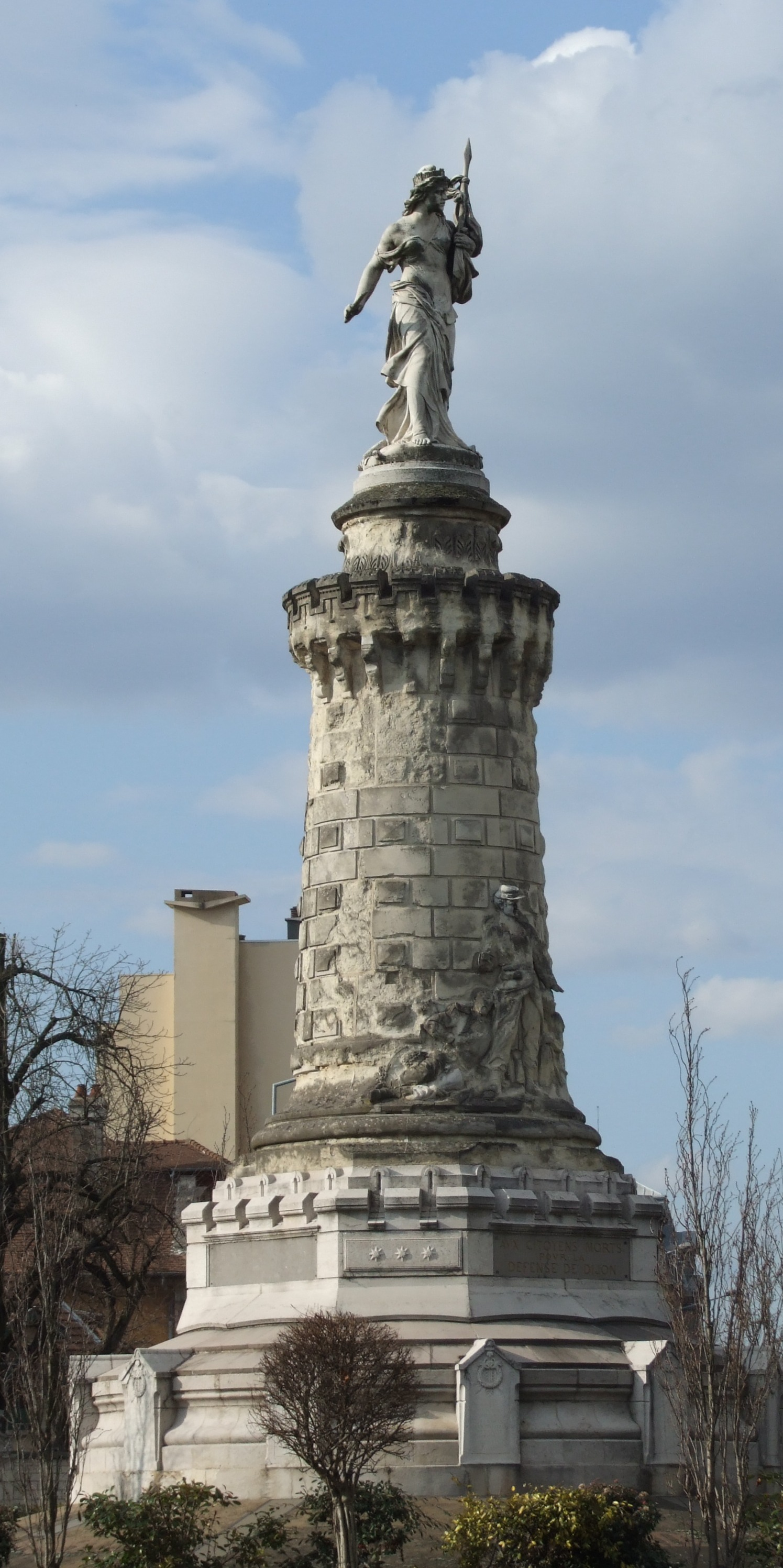
La statue de la Résistance.
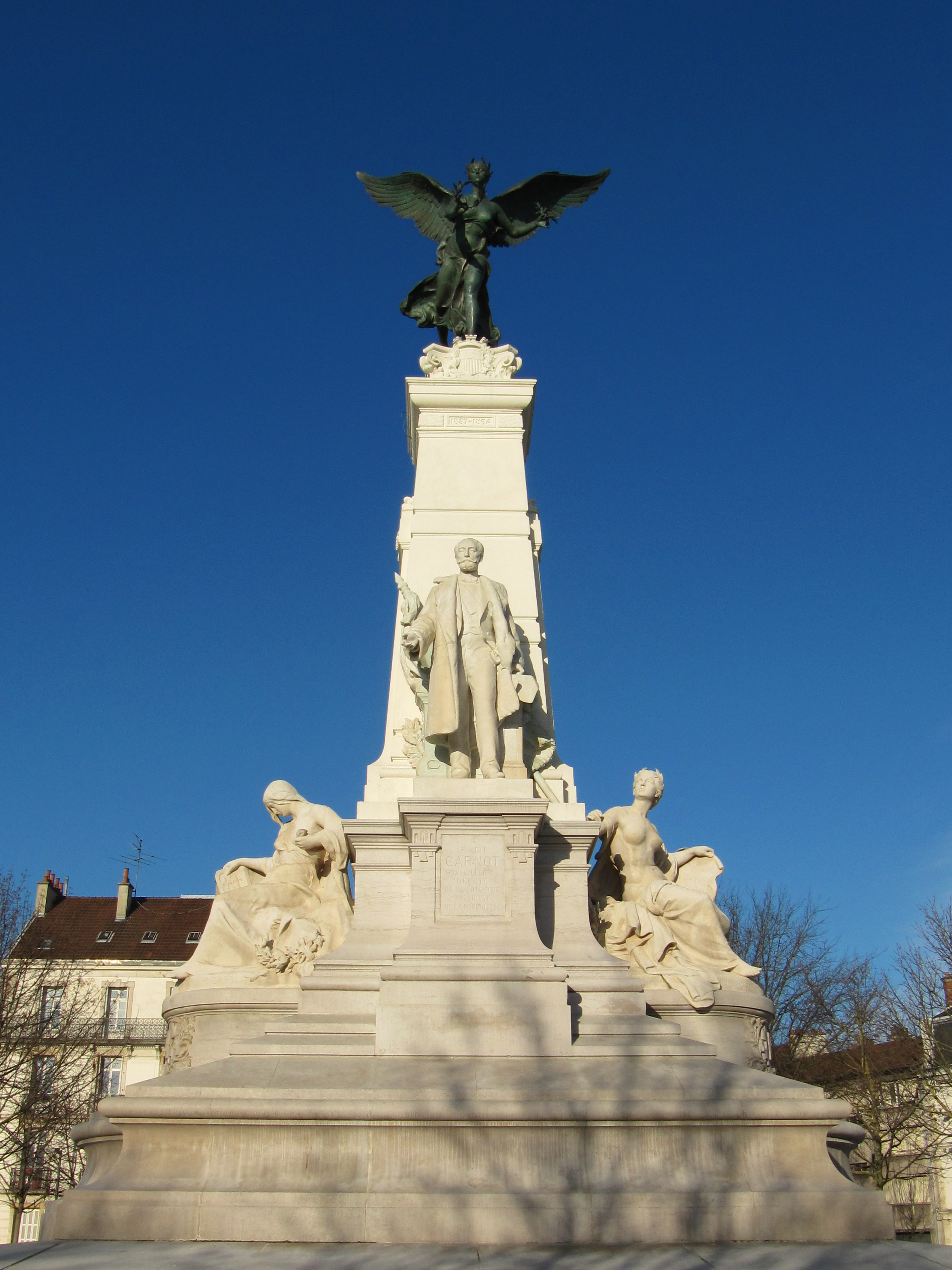
Le monument Sadi Carnot.
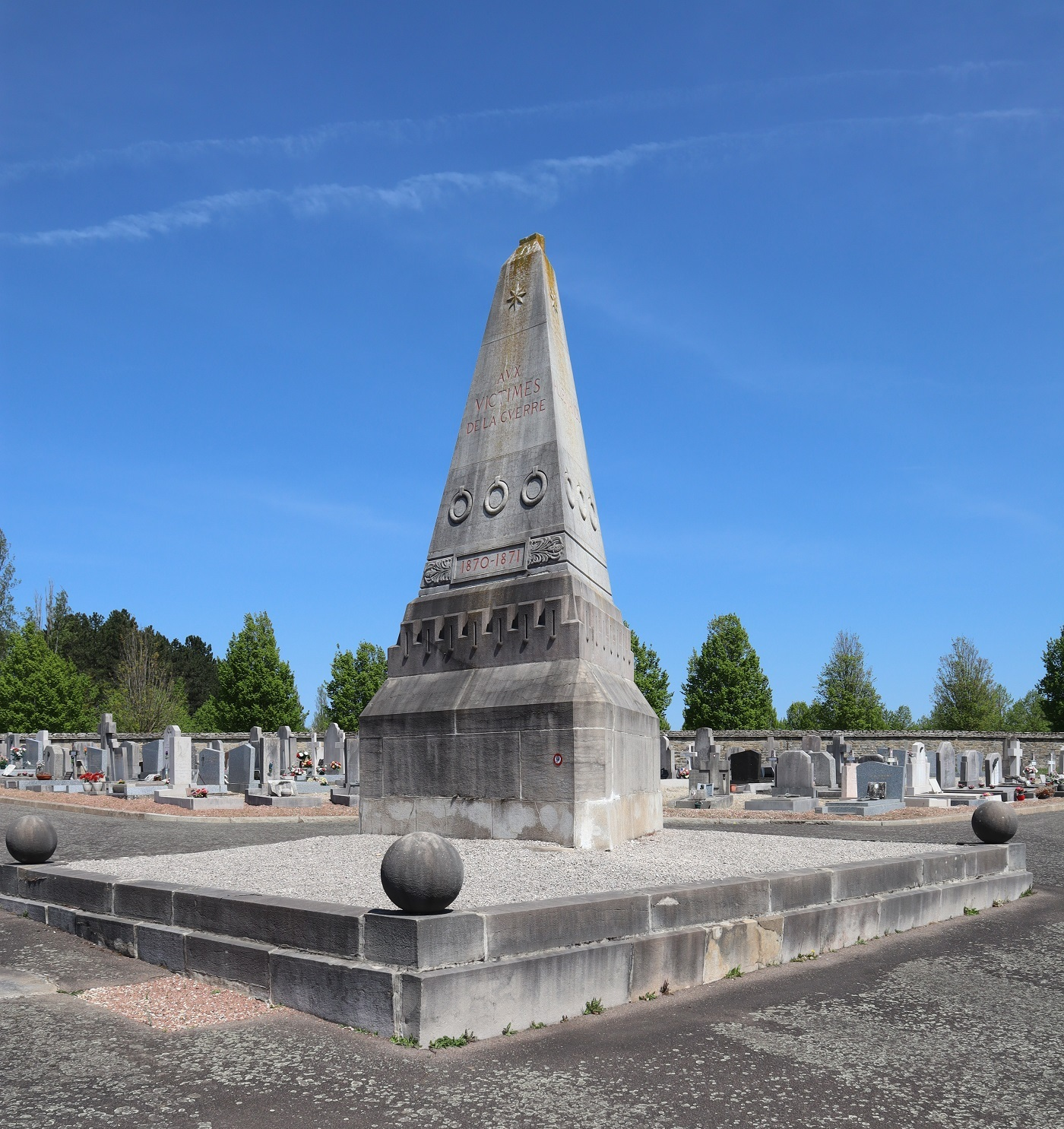
Le monument aux morts de 1870-1871.
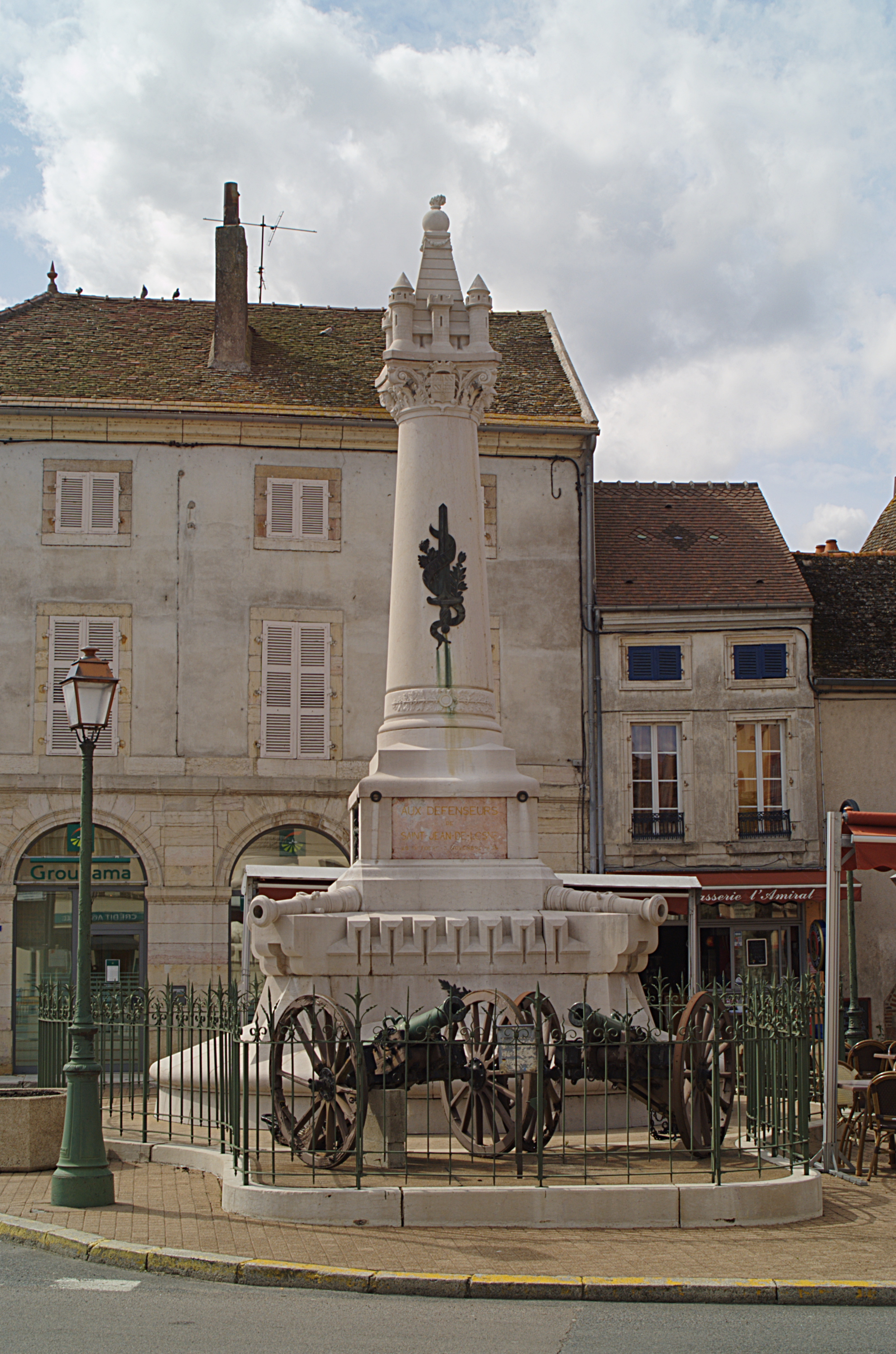
Le monument dit de la Délibération de 1636.